# Фукунісі Такасі
Фукунісі Такасі (яп. 福西 崇史, нар. 1 вересня 1976, Ехіме) — японський футболіст.

## Виступи за збірну
1999 року дебютував в офіційних матчах у складі національної збірної Японії. Відтоді провів у формі головної команди країни 64 матчі.

## Статистика виступів
| Збірна Японії | Збірна Японії | Збірна Японії |
| Роки          | Ігри          | голи          |
| ------------- | ------------- | ------------- |
| 1999          | 3             | 0             |
| 2000          | 0             | 0             |
| 2001          | 2             | 0             |
| 2002          | 10            | 0             |
| 2003          | 6             | 0             |
| 2004          | 18            | 5             |
| 2005          | 14            | 1             |
| 2006          | 11            | 1             |
| Усього        | 64            | 7             |

## Титули і досягнення
- У складі збірної:
  - Чемпіон Азії: 2004
- Клубні:
  - Чемпіон Японії: 1997, 1999, 2002
  - Володар Кубка Імператора: 2003
  - Володар Кубка Джей-ліги: 1998
  - Володар Суперкубка Японії: 2000, 2003, 2004
  - Переможець Ліги чемпіонів АФК: 1999
  - Володар Суперкубка Азії: 1999
- Особисті:
  - у символічній збірній Джей-ліги: 1999, 2001, 2002, 2003